# Guillaume Giffard
Guillaume Giffard († 23 janvier 1129) est un aristocrate anglo-normand issu de la famille Giffard, chancelier d'Angleterre durant le règne de Guillaume le Roux (1093 à 1101), puis évêque de Winchester à partir de 1100.

## Biographie
Guillaume Giffard est le fils aîné de Gautier II Giffard, comte de Buckingham. Il est d'abord chanoine puis sous-doyen du chapitre cathédral de Rouen. Il devient ensuite clerc du roi Guillaume le Conquérant, ce qui est la raison principale de son ascension dans la hiérarchie ecclésiastique. Il devient chancelier du Royaume d'Angleterre vers 1093, durant le règne de Guillaume le Roux.
Le 3 août 1100, un jour après la mort accidentelle de Guillaume le Roux, son frère et successeur, Henri Ier, lui donne le poste d'évêque de Winchester, évêché riche et vacant depuis 1098. Cette nomination éclair a été vue par certains comme un indice d'un complot d'Henri Ier contre son frère Guillaume le Roux auquel auraient pris part les Giffard. 
Henri le nomme probablement dans le but de gagner l'appui du clergé, et pour qu'il l'aide dans son accession au trône. Pour l'historien M. J. Franklin, si Guillaume Giffard obtient cet évêché pour avoir soutenu le futur roi Henri dans son accession au trône, il le doit non pas à l'influence de sa famille, mais à ses relations dans le milieu ecclésiastique.
Il est l'un des évêques que l'archevêque Anselme de Canterbury refuse de consacrer en 1101, car il a été choisi et investi par Henri Ier. En février 1103, durant cette querelle des investitures, il refuse, pour des raisons inconnues, d'être consacré par l'archevêque Gérard d'York. Il est apparemment banni du royaume pour ce fait. Pour le chroniqueur contemporain John de Worcester, Guillaume Giffard accompagne l'archevêque Anselme en exil à Rome. Cela est possible, d'autant que les deux hommes sont proches et entretiennent une correspondance épistolaire.
Il se réconcilie avec le roi est présent en Angleterre en février 1105. Comme d'autres ecclésiastiques, il presse Anselme de lui aussi se réconcilier avec le souverain, ce qui est fait quelque temps après. Guillaume Giffard est enfin consacré le 11 août 1107 à Canterbury. En 1119, il est en Normandie avec Henri Ier, et cette même année, assiste au concile de Reims. C'est lui qui officie lors du mariage du souverain avec sa seconde épouse, Adélaïde de Louvain, en 1121.
Guillaume Giffard est considéré être un réformateur et un enthousiaste des nouveaux ordres monastiques. Il aide les premiers cisterciens à s'installer en Angleterre à l'abbaye de Waverley, qui est fondée peu après sa mort. En 1128, il amène des moines de l'abbaye de l'Aumône pour qu'ils s'installent dans ce qui sera l'abbaye de Waverley,.
Il transforme le monastère déclinant de Taunton en prieuré augustiniens. Dans ce but, en 1120, il fait venir cinq moines de l'abbaye augustinienne de Merton, et le dote richement,. Pour cette raison, les moines le considèraient comme le fondateur du monastère. Il est connu pour les bonnes relations qu'il a avec les moines de son chapitre, partageant leurs repas et dormant avec eux au lieu de dormir dans sa propre chambre. Il semble aussi avoir fondé le prieuré d'Hamble (Hampshire), suivant la règle de l'ordre de Tiron, vers 1109.
C'est durant son épiscopat que le New Minster de Winchester est détruit. Les moines sont alors déplacés à l'abbaye d'Hyde, juste à côté de la nouvelle cathédrale de Winchester, lui donnant ainsi plus de prestige. Les travaux de construction de la nef de la cathédrale, entrepris par son prédécesseur, semblent avoir été terminés vers 1121.
Giffard meurt le 23 janvier 1129, et est inhumé dans la cathédrale de Winchester deux jours plus tard.

### Sources
- M. J. Franklin, « Giffard, William (d. 1129) », Oxford Dictionary of National Biography, Oxford University Press, 2004.
- (en) D. L. Bethell, « English Black Monks and Episcopal Elections in the 1120s », The English Historical Review, vol. 84, no 333,‎ 1969, p. 673–694 (DOI 10.1093/ehr/LXXXIV.CCCXXXIII.673)
- (en) Janet Burton, Monastic and Religious Orders in Britain : 1000–1300, Cambridge UK, Cambridge University Press, coll. « Cambridge Medieval Textbooks », 1994 (ISBN 0-521-37797-8)
- Powicke, F. Maurice and E. B. Fryde Handbook of British Chronology 2nd. ed. London:Royal Historical Society 1961
- (en) David S. Spear, « The Norman Empire and the Secular Clergy, 1066–1204 », Journal of British Studies (en), vol. XXI, no 2,‎ 1982, p. 1–10 (DOI 10.1086/385787, JSTOR 175531)
- (en) Teunis, Henry B., « The Coronation Charter of 1100: A Postponement of Decision. What did not Happen in Henry I's reign », Journal of Medieval History, vol. 4, no 2,‎ 1978, p. 135–144 (DOI 10.1016/0304-4181(78)90003-9)